# زلزال الجليل 363

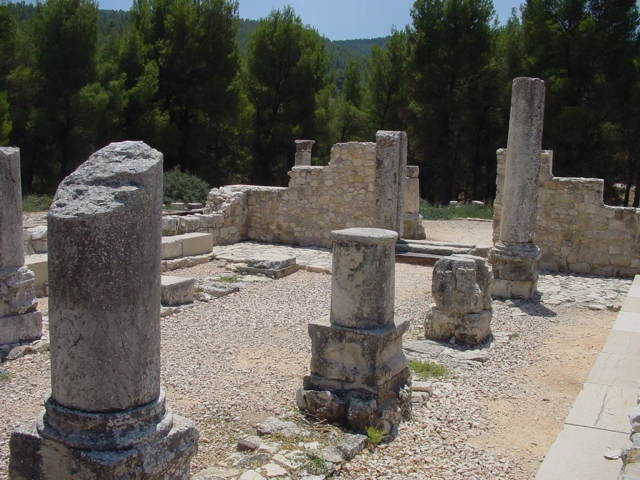
بقايا كنيس النبرتين، 2005

زلزال الجليل بسنة 363 هو زلزال مدمر ضرب جنوب المشرق، أي جنوب بلاد الشام، وكان ذلك ليلة 18 و 19 أيار، سنة 363، وكان مركزه في ذلك الجزء من صدع البحر الميت والواقع بمنطقة وادي عربة جنوبي البحر الميت وشمالي العقبة. تضررت منه العديد من المناطق أهمها مدينة البتراء التي أصابها بضررِ لم تتعافى منه بعدها، بينما تضررت مدن الكرك والقدس وطبرية وحيفا،  ويعتقد بأنه كان السبب بدمار كنيسة العقبة وهجرها فيما بعد.